# Moggridgea peringueyi
Moggridgea peringueyi är en spindelart som beskrevs av Simon 1903. Moggridgea peringueyi ingår i släktet Moggridgea och familjen Migidae. Inga underarter finns listade i Catalogue of Life.